# Shimao Hunan Center
El Shimao Hunan Center, también conocido como Changsha Shimao World Financial Center (en chino simplificado, 长沙世茂环球金融中心), es un rascacielos de 347 metros de altura situado en Changsha, Hunan, China. Su construcción empezó en 2014 y se completó en 2020.